# Противавионски топ 105 mm Флак 38 (10.5 cm Flak 38)
105 mm Флак 38 (10.5&nbsp;cm FlaK 38) је био немачки против-авионски топ коришћен током Другог светског рата. Замишљен је као тешки противавионски топ за Кригсмарине, слично као и чувени 88 mm Флак 18 који је користио Вермахт, али намеравано је да буде коришћен и против малих копнених мета. Име му потиче од скраћенице Flieger Abwehr Kanonen што значи копнена противавионска артиљерија.

## Настанак
Упркос чињеници да је почетком 1933. године одлучено да се почне са увођењем у наоружање противавионског топа калибра 88 mm немачка армија сматрала је да је за одбрану неба изнад Немачке потребно нешто теже због чега је издала спецификацију за противавионски топ калибра 105 mm који је требало да има већи вертикални домет од топа калибра 88 mm. Као резултат спецификације металуршки концерн Рајнметал (Rheinmetall) произвео је топ калибра 105 mm Флак 38 који је уведен у наоружање 1937. године. Топ је усмераван преко даљинског електро-хидрауличког система за управљање, пуњење се вршило механички, а цео топ је био постављен на компактно четворокрако постоље. 1939. године на топ су уграђени електро мотори који су могли да раде на наизменичну струју тако да је за покретање топа могла да се користи електрична енергија коју су користила домаћинства у Немачкој. Топ је осим ове претрпео још неке мање измене и добио је ознаку Флак 39. Флак 39 је масовно коришћен за одбрану Немачке од савезничких бомбардера. До краја 1944. године укупно је произведено 1025 комада у мобилној варијанти, 827 комада у фиксној варијанти и 116 комада монтираних на железничке вагоне.

## Тактика коришћења
За разлику од осталих земаља учесница Другог светског рата Немачка је развила посебну технику концентрације ватре ФлаК артиљерије. Када би се нпр. уочио противнички авион у снопу светлости рефлектора савезнички и руски противавионски топови би пуцали непосредним нишањењем посада. Немачке посаде нису нишаниле авионе које виде већ су примале координате од непосредне команде, из командног возила. У командном возилу би се уз помоћ уређаја за прислушкивање одређивала висина авиона а раним радарским уређајима и величина групације, правац кретања итд. Онда би у ваздух полетели ноћни ловци да би ту формацију разбили што је могуће више и тиме заштитили Флак артиљерију. Тада би команда одредила по позицији батерија када која батерија треба да пуца, колико је темпирање гранате, колика је висина итд. Самим тим, посаде Флакова нису морале да прате противничке авионе већ да само унесу координате у инструменте, темпирају гранате и пуцају што брже могу. Због тога је брзина ватре истих и концентрација била толико велика да су често савезнички пилоти говорили „Ватра Флакова је толико густа да се може ходати по њој“.

## Позиционирање
Немачка војска је имала четири врсте противавионске артиљерије:
- Schwere-Тешка артиљерија, калибар од 88 до 128 -mm-
- Leichte-Лака артиљерија, калибар од 20 до 50 -mm-
- Gemischte-Мешана артиљерија са лаким и тешким оруђима
- Scheinwerfer-Рефлектори

Тешка артиљерија је од 1939. имала 4 оруђа по батерији, даљиномер, ловац звука (уређај који је због осетљивости инструмената могао да одреди десетинама километара звук мотора) и рефлекторе. Сви ови делови батерије су распоређивани на даљини од бар 50 метара. То је трајало до 1942. године када су и радари уведени у наоружање а 1943/1944 већ је постало нормална пракса да се концентришу 8 оруђа. Флак би се укопавао ако је мобилни Флак у питању, а ако је стационарни он би се јаком челичном конструкцијом причврстио за бетонску подлогу. Најчешће су се оруђа распоређивала у круг или у „дијамант“ формацију.